# Dominik Thalhammer
Dominik Thalhammer (bürgerlich Dominikus Thalhammer, * 2. Oktober 1970 in Wien) ist ein österreichischer Fußballtrainer.

## Karriere
Thalhammer trainierte von 1997 bis 2000 den unterklassigen SC Brunn am Gebirge. Ab der Saison 2000/01 war Thalhammer war beim  Bundesliga-Klub VfB Admira Wacker Mödling als Akademie-Leiter, Amateure-Trainer und als Akademie-Trainer tätig. Mit der Amateurmannschaft gelang ihm der Aufstieg in die Regionalliga Ost, als Akademie-Trainer wurde er mit der U17 und der U19 österreichischer Meister.
Als Thalhammer im September 2004 zum Cheftrainer der Kampfmannschaft bestellt wurde, war er mit 33 Jahren der jüngste Trainer, der je eine Mannschaft in der ersten österreichischen Spielklasse betreut hat. Im August 2005 trennt sich die Admira von ihm. Von Dezember 2005 bis Oktober 2006 war er der Cheftrainer des Regionalligisten Wiener Sportklub. Von Juni 2007 bis Mai 2008 war Thalhammer beim Erstligisten LASK als Assistent von Cheftrainer Karl Daxbacher und als Sportmanager tätig. Im Anschluss betreute er kurzzeitig den Regionalligisten Floridsdorfer AC. 2010 trainierte er den fünftklassigen TSV Ottensheim, mit dem er in die Bezirksliga abstieg. In der Saison 2010/11 war er bis zur Winterpause Trainer der fünftklassigen Union Pregarten.
Im Februar 2011 wurde Thalhammer vom Österreichischen Fußball-Bund zum Leiter des Nationalen Zentrums für Frauenfußball in St. Pölten und Teamchef des österreichischen Frauen-U-17-Nationalteams – bestellt. Im April 2011 übernahm er auch das österreichische Frauen-A-Nationalteam. Mit diesem erreichte Dominik Thalhammer 2012 zum ersten Mal in der Geschichte des österreichischen Frauenfußballs die Playoffs für die Europameisterschaft in Schweden, in denen das Team gegen Russland scheiterte. Mit dem U-17-Nationalteam gelang Thalhammer 2013 die erste Qualifikation eines österreichischen Frauennationalteams für eine Endrunde einer Europameisterschaft, die 2014 in England stattfand. Dort wurde der Einzug ins Semifinale nach einem Unentschieden gegen Portugal (0:0), einer Niederlage gegen England (1:2) und einem Sieg gegen Italien (1:0) knapp verpasst. Im Februar 2016 wurde Thalhammer zum sportlichen Leiter der Trainerausbildung des österreichischen Fußballbundes bestellt und beendete damit auch seine Tätigkeiten als sportlicher Leiter des Nationalen Zentrums für Frauenfußball sowie als Teamchef des Frauen-U-17-Nationalteams. Im März 2016 sicherte sich Thalhammer mit dem österreichischen Frauen A-Nationalteam den Turniersieg beim prestigeträchtigen Cyprus Cup (2:1-Finalerfolg gegen Polen) und holte damit den ersten Titel für eine ÖFB-Frauen-Auswahl.
Im September 2016 schaffte Thalhammer mit dem Frauennationalteam die historische erstmalige Qualifikation für eine Europameisterschaft, die 2017 in den Niederlanden stattfand. In der EM Qualifikationsgruppe belegte das Frauennationalteam den 2. Platz hinter Norwegen.

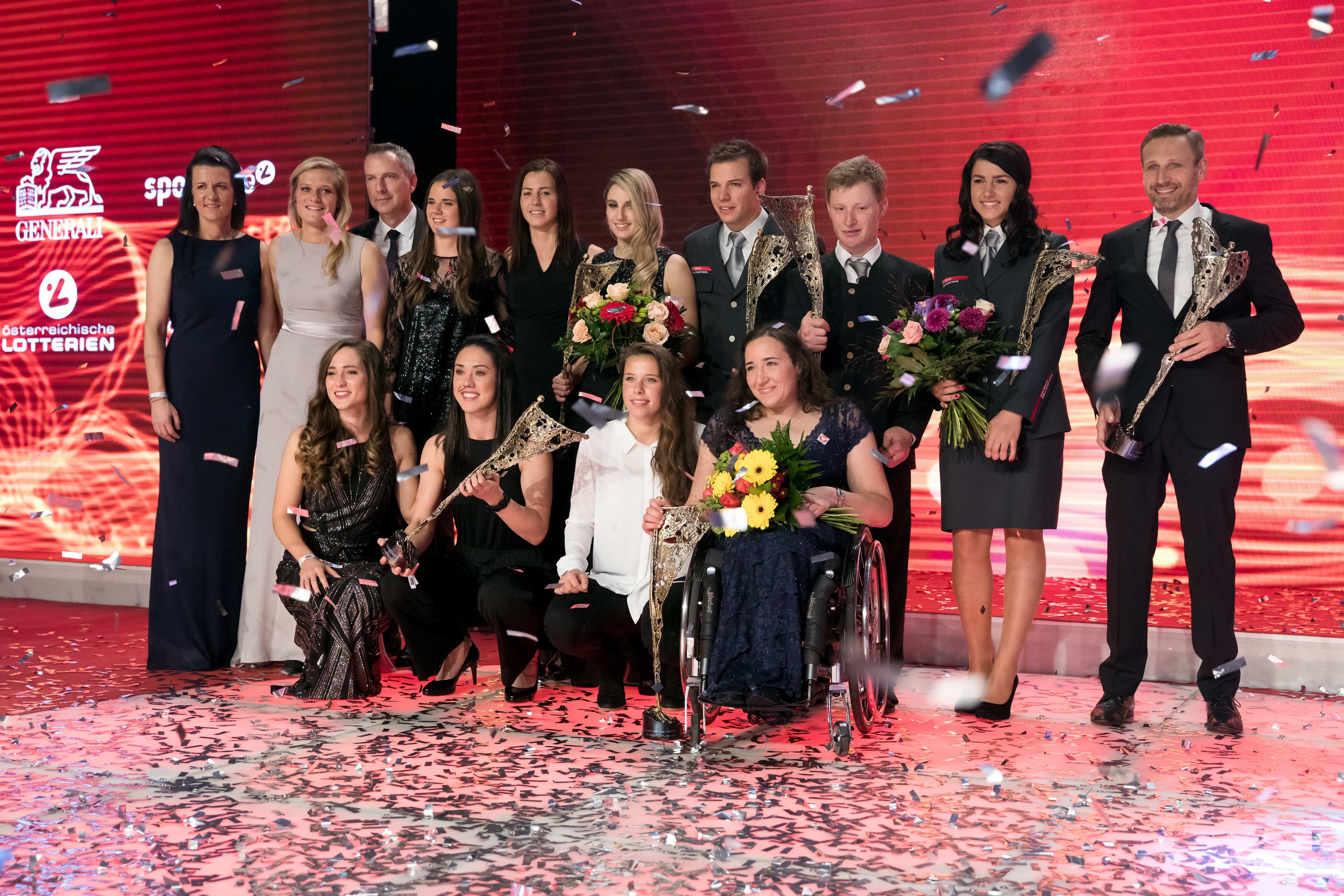
Thalhammer (3. von links) bei der Auszeichnung der österreichischen Sportler des Jahres 2017

Bei der Europameisterschaft in den  Niederlanden qualifizierte sich das Team von Dominik Thalhammer nach einem Sieg gegen die Schweiz (1:0), einem Unentschieden gegen Frankreich (1:1) und einem Sieg gegen Island (3:0) sensationell als Gruppenerster für das Viertelfinale. In diesem zog das Frauennationalteam nach 120 torlosen Minuten und einem Sieg im Elfmeterschießen (5:3) gegen Spanien überraschend als großer Außenseiter in das Semifinale der Europameisterschaft ein, in welchem man wiederum nach 120 torlosen Minuten im Elfmeterschießen gegen Dänemark ausschied. Im August 2017 wurde Dominik Thalhammer von der FIFA für die Wahl zum Frauen-Welttrainer des Jahres nominiert. Bei der Wahl belegte er den achten Platz von zehn. Seine Mannschaft wurde in Österreich zur Mannschaft des Jahres 2017 gewählt.
Im November 2017 wurde Thalhammer von der Bundes-Sportorganisation (BSO) zum „Trainer des Jahres“ gewählt. Im Dezember 2017 bestellte der ÖFB Dominik Thalhammer zum Gesamtleiter der österreichischen Traineraus- und -fortbildung. Im Juli 2019 wurde Dominik Thalhammer von der UEFA in das UEFA Jira Panel berufen, welches sich mit Fragen der Entwicklung des Trainerwesens und der Ausbildung von Trainern beschäftigt.
Nach über neun Jahren beim ÖFB kehrte er zur Saison 2020/21 zum LASK zurück, bei dem er Cheftrainer und Sportdirektor wurde. Seine erste Saison als LASK-Trainer beendete er mit dem Verein als Vierter, zudem qualifizierten sich die Oberösterreicher für die UEFA Europa League, in der man allerdings als Gruppendritter bereits in der Vorrunde ausschied. Im Cup erreichte Thalhammer mit seinem Team das Finale, in dem man dem FC Red Bull Salzburg unterlag. In die Saison 2021/22 startete der LASK schlecht, zwar schaffte man die Qualifikation zur UEFA Europa Conference League, allerdings belegte man in der Liga nach sieben Spieltagen nur den vorletzten Rang. Daraufhin trennte sich der LASK von Thalhammer im September 2021.
Ende November 2021 übernahm Thalhammer in Belgien Cercle Brügge. Nachdem er Cercle als Tabellen-Vorletzter übernommen hatte, führte er das Team zum Klassenerhalt und beendete die Spielzeit auf Rang zehn. In die Saison 2022/23 startete das Team allerdings schwach und belegte nach neun Spieltagen erneut nur den vorletzten Tabellenrang, woraufhin sich Cercle im September 2022 von Thalhammer trennte. Im Gegensatz zur vorherigen Saison, in der dieser Platz zur Relegation geführt hätte, bedeutet er in dieser Saison den direkten Abstieg, da wegen der Verkleinerung der Liga drei Vereine direkt absteigen.
Im November 2022 übernahm Thalhammer Cercles Ligakonkurrenten KV Ostende.

## Erfolge

### Als Trainer
LASK 
- Qualifikation für die Gruppenphase der UEFA Europa Conference League 2021/22
- ÖFB-Cup-Finalist 2020/21
- Qualifikation für die Gruppenphase der UEFA Europa League 2020/21

 ÖFB Frauennationalteam 
- Semifinalist EM 2017
- Sieger Zypern-Cup 2016

### Auszeichnungen
- Trainer des Jahres 2017 (BSO)
- Mannschaft des Jahres 2017 mit dem Nationalteam
- Romyverleihung 2018: TV-Moment des Jahres mit dem Nationalteam
- Nominierung zum FIFA Women’s Coach of the year

## Privatleben
Dominik Thalhammer ist verheiratet und hat zwei Töchter. Er lebt mit seiner Familie in Linz.